# La fine è il mio inizio
(Tiziano Terzani, La fine è il mio inizio)
La fine è il mio inizio è un libro (pubblicato postumo) di Tiziano Terzani, scritto a quattro mani con il figlio Folco.
«… e se io e te ci sedessimo ogni giorno per un'ora e tu mi chiedessi le cose che hai sempre voluto chiedermi e io parlassi a ruota libera di tutto quello che mi sta a cuore dalla storia della mia famiglia a quella del grande viaggio della vita?» Con queste parole Tiziano Terzani invita il figlio Folco ad ascoltare il suo ultimo racconto, una rivisitazione della sua vita passata in giro per il mondo (Cina e Asia in primis), ma anche una sorta di testamento spirituale. Il libro è una sintesi di alcune parti dei libri precedenti e una sua storia personale.

## Edizioni
- Tiziano Terzani, La fine è il mio inizio, collana Il Cammeo, Longanesi & C., 2006,  p. 466, ISBN 88-304-2247-9.

## Nella cultura di massa
Dal libro è stato tratto La fine è il mio inizio, film del 2010 diretto da Jo Baier e sceneggiato dal figlio Folco e da Ulrich Limmer, con Bruno Ganz nel ruolo di Tiziano Terzani. Del cast fanno anche parte Elio Germano (Folco Terzani), Erika Pluhar (Angela Terzani), Andrea Osvárt (Saskia Terzani), Nicolò Fitz-William Lay (Novi). Il film è stato distribuito in Italia dal 1º aprile 2011 con lo stesso titolo del libro.